# ولادیمیر آربیکف
ولادیمیر گئورگیوویچ آربیکف (روسی: Арбеков, Владимир Георгиевич؛ ۱۹۲۷ — ۲۰۰۰) کارگردان فیلم‌های انیمیشن اهل روسیه بود.
از فیلم‌ها یا مجموعه‌های تلویزیونی که وی در آن‌ها نقش داشته است، می‌توان به خرگوش و سیب اشاره نمود.